# Silphium
Silphium es un género de plantas con flores  perteneciente a la familia Asteraceae, nativo del este de Norteamérica. Comprende 99 especies descritas y de estas, solo 15 aceptadas.

## Descripción
Son plantas herbáceas perennes que alcanzan 0,5 a 4 metros de altura, con cabezas florales amarillas (raramente blancas).

## Taxonomía
El género fue descrito por Carlos Linneo y publicado en Species Plantarum 2: 919–920. 1753. La especie tipo es Silphium asteriscus L.

## Especies aceptadas
A continuación se brinda un listado de las especies del género Silphium aceptadas hasta julio de 2012, ordenadas alfabéticamente. Para cada una se indica el nombre binomial seguido del autor, abreviado según las convenciones y usos.
- Silphium albiflorum A.Gray
- Silphium asperrimum Hook.
- Silphium asteriscus L.
- Silphium brachiatum Gatt.
- Silphium compositum Michx.
- Silphium glutinosum J.R.Allison
- Silphium integrifolium Michx.
- Silphium laciniatum L.
- Silphium laeve Hook.
- Silphium mohrii Small
- Silphium perfoliatum L.
- Silphium perplexum J.R.Allison
- Silphium radula Nutt.
- Silphium terebinthinaceum Jacq.
- Silphium wasiotense Medley

## Galería

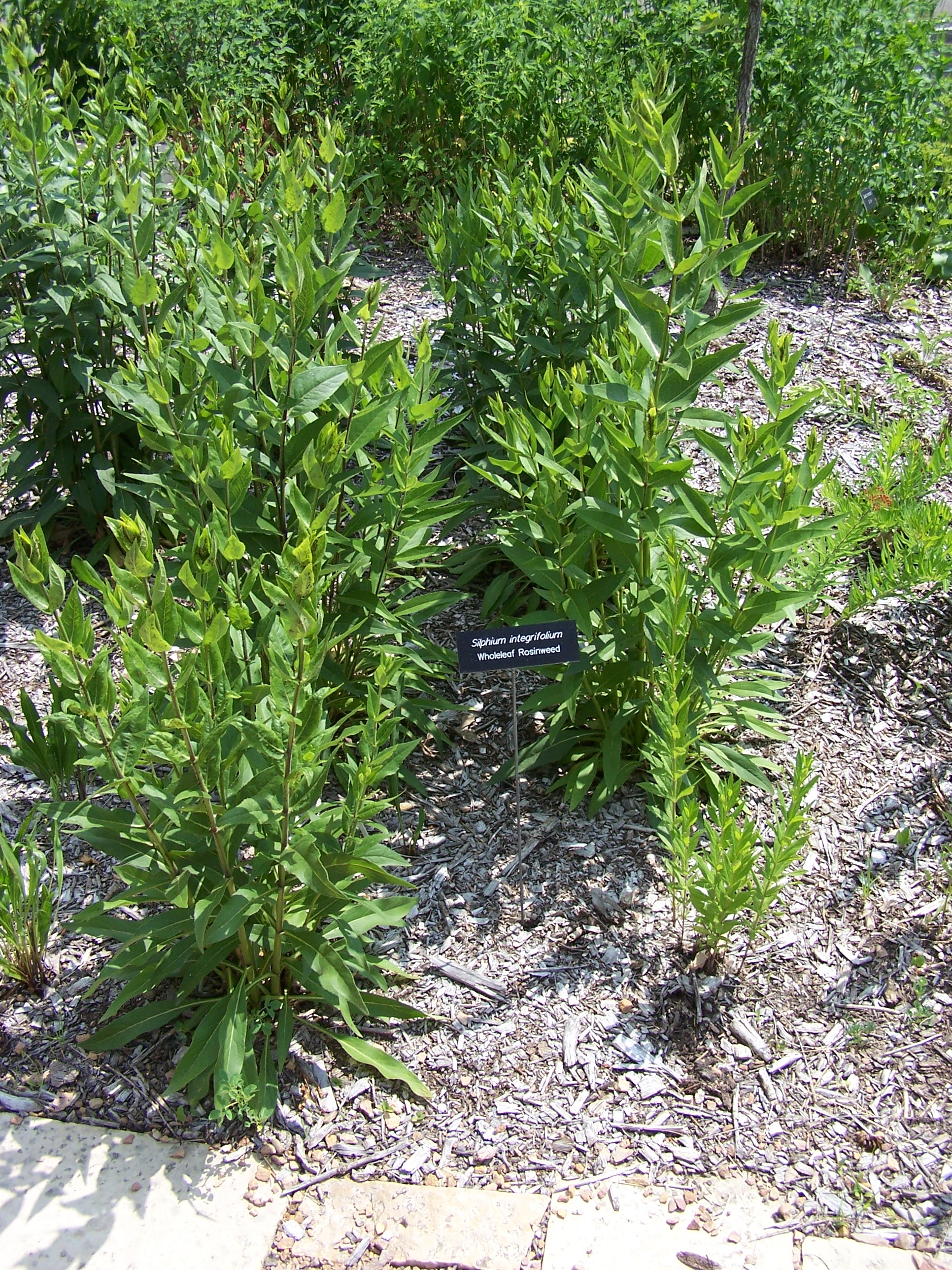
silphium integrifolium
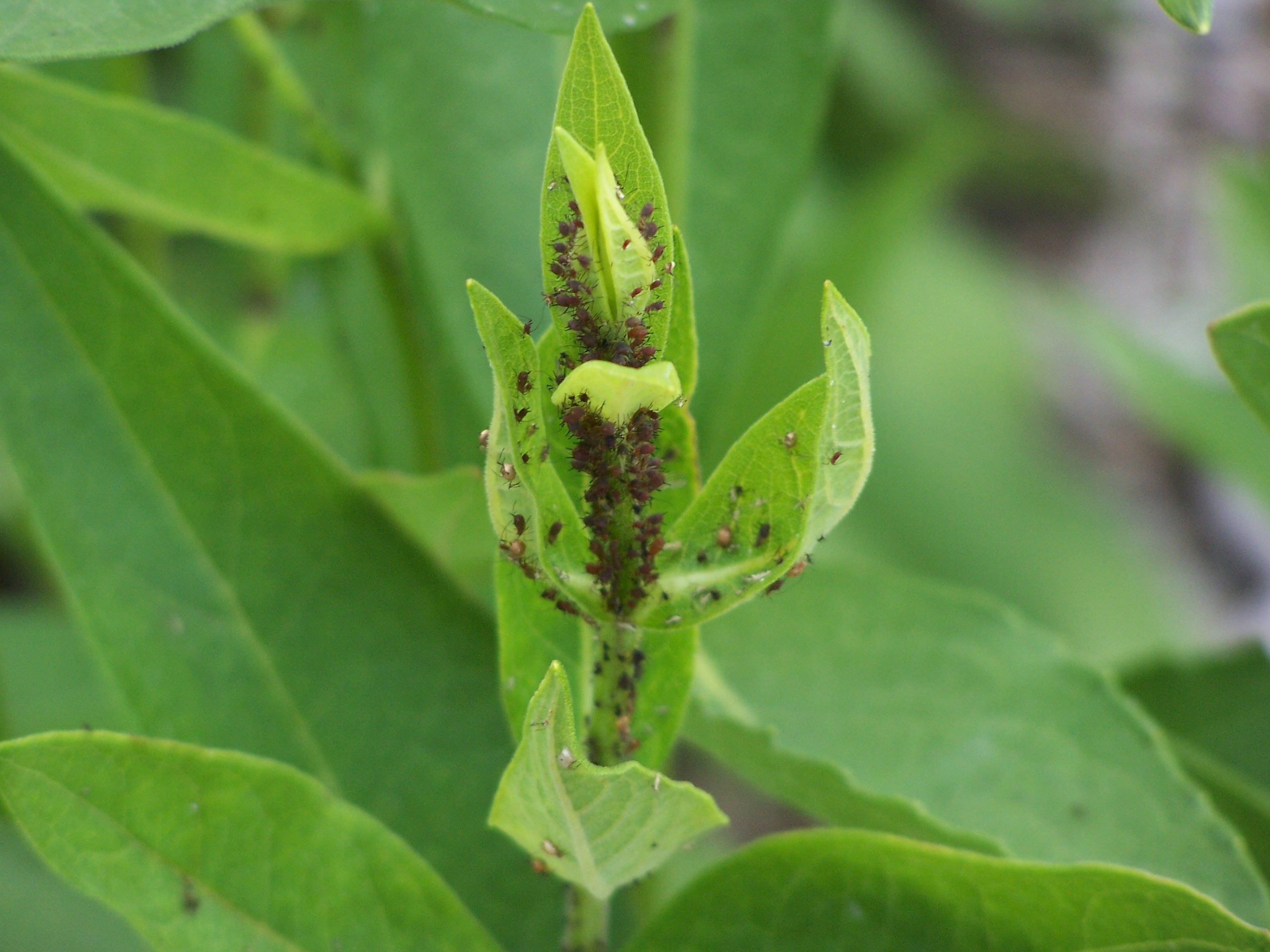
Insectos en S. integrifolium